# Lucio Fulci
Lucio Fulci (Róma, 1927. június 17. – Róma, 1996. március 13.) olasz filmrendező, forgatókönyvíró, színész.

## Munkássága
A „horror keresztapja" becenevet viselő Fulci eredetileg orvosnak készült (ezt a tudását jól kamatoztatta horrorfilmjeinél), majd kritikusként dolgozott.
Első önálló rendezése (Tolvajok) 1959-ben készült de már 1948-ban a filmművészet közelébe került Carletto Romano Pittori italiani del dopoguerra című dokumentumfilmjénél, mint társrendező. Ezt, 1949.ig bezárólag további öt dokumentumfilm társrendezése követte. 1950-ben  a Gli ultimi giorni di Pompei című kosztümös műben már rendezőasszisztensként vett részt Marcel L’Herbier és Paolo Moffa mellett. A stáblistán nem lett feltüntetve.
Íróként a Totò e i re di Roma című vígjátékban debütált 1951-ben. A filmet szintén ketten rendezték: Steno és Mario Monicelli (Fulci neve itt sem került a stáblistára, holott rendezőasszisztensként is részt vett a forgatáson.). 1952 és 1957 között továbbra is nagyrészt rendezőasszisztensként (1952: Totò e le donne – Steno; Fratelli d'Italia – Fausto Saraceni; 1953: L'uomo la bestia e la virtù – Steno; Totò a colori – Steno; Régi idők mozija – Steno; Mademe de – Max Ophüls; 1954: Egy nap a bíróságon – Steno; Egy amerikai Rómában – Steno; Le avventure di Giacomo Casanova – Steno; Buonanotte... avvocato! – Giorgio Bianchi; 1956: Az én fiam, Néró – Steno; 1957: Femmine tre volte – Steno; Susanna tutta panna – Steno) működött közre. 
1953-ban Steno rendezésében készült egy film, melynek forgatókönyvét ő írta. (Érdekesség, hogy mindkét filmben Totò játszotta a főszerepet.) 1966-ig nagyrészt vígjátékokat készített, majd stílust váltott és a spagettiwestern műfajában készített néhány filmet. 1969-től újabb változás figyelhető meg munkásságában. A Beatrice Cenci bár még nem horror, de a giallo (a. m. sárga, azaz krimi; jellegzetesen olasz, erotikus-erőszakos thriller) mestere a későbbi alkotásaiban gyakran nyúlt vissza ehhez a filmjéhez. 
Első horrorfilmjét 1971-ben készítette. Ezek után forgatott még pár westernt: Fehér Agyar visszatér (1974), Az Apokalipszis négy lovasa (1975), Ezüstnyereg (1978). 1979-ben forgatja első zombis filmjét, a Zombit (főszereplői: Tisa Farrow és Ian McCulloch). Ez a film volt első giallója, melyet ugyanebben a stílusban követett az Zombik városa 1980-ban. Ezúttal a főszerepeket Christopher George, Catriona MacColl és Carlo De Mejo alakította. 
A Zombi által hozott hírnév azonban igencsak kétes értékű volt. A horrorfilm jelenetei, mint például ahogy egy fiatal nőnek kiszúrja egy szálka a szemét, vagy ahogy a zombik a nő holttestéből lakmároznak, azonkívül az élőholtak borzalmas kinézete, férgekkel teli, oszló testük, ahogy az emberbe beleharapnak, közben vészesen ropognak csontjaik és fogaik. Ezek mellett az ijesztő hangulatot a zene is fokozza, mind-mind annyira undorítóak, amit azelőtt egy horrorfilm sem produkált. Kritikusok szerint egyáltalán nem illik filmvászonra ez a téma. Ugyanakkor nagy hatást is gyakorolt a Zombi, nemcsak a filmekre, hanem az irodalmi műveken, képi ábrázolásokon, sőt videójátékokon is megmutatkozik nyoma.
Hogy mennyire lehet művésziessége a Zombinak, arról megoszlanak a vélemények, viszont meg kell említeni, hogy ezen keresztül Fulci szociális kritikát akart megfogalmazni, amely a mostani modern, rohanó világban élő embereknek szól. A monoton hétköznapokban semmi másra sem figyelünk, csak az alapvető szükségleteink kielégítésére törekszünk, amibe jelen esetben az evés is beletartozik. A zombik is hasonlóan tesznek, az ő agyuk már másra sem tud koncentrálni, csak az emberhús falására. A borzalmat fokozza, hogy ezt látszólag rendkívül buta együgyűséggel hajtják végre, közben csak azt a gesztust utánozzák, ami haláluk során rájuk ragadt. Fulci zombijai tulajdonképpen a hétköznapi emberek, akik „buta” módon nem törődnek sem a körülöttük levővel, vagy akár családtagjaikkal. A Zombi befejező képsoraiban az egyik főszereplő zombivá változott feleségével találja szembe magát. Még talán azt hiszi, hogy rá tudja döbbenteni arra, ki ő, de az asszony belé harap és a férjét is zombivá teszi.
Egy évvel később készült el az Edgar Allan Poe regényéből készített misztikus thriller, a Fekete macska, az író művének napjainkba adaptált változata. A főbb szerepekben itt Patrick Magee, Mimsy Farmer és David Warbeck látható. A film brutális jelenetei nem tagadják meg az előző és az utána következő filmek stílusát. 
1981-ben ugyanis Fulci megalkotta élete fő művét, amely A pokol hét kapuja címet viseli. Egy nyilatkozatában elárulta, hogy ezzel a filmmel akarta megcsinálni a tökéletes filmet, amelyben nincs logika, csak képek sorozata, de olyan képeké, melyek mindent elárulnak. Ugyan kétséges, hogy sikerült-e elérnie célját, mindenesetre a Catriona MacColl, David Warbeck, Cinzia Monreale főszereplésével készült alkotás a rendező leghíresebb filmje lett. 
Ez a film volt Fulci életében az utolsó zombis kultuszfilm. További giallóiban – A temetőre épült ház (1981), New York-i mészárlás (1982), Manhattan Baby (1982), Diszkós gyilkosságok (1984) – megpróbált a realitások talaján maradni (már amennyiben ez horrorfilmnél lehetséges). 1987-ben visszatért a misztikus témákhoz. Az Aenigma egy földöntúli lény által okozott rémségekről, a Démonia pedig démonokról szól (1990). Az 1991-ben készült Hangok a túlról pedig önéletrajzi ihletésű műve, amelyben már megjelenik saját egyre súlyosbodó betegsége, a cukorbetegség, ami 1996-ban halálát is okozta.

## Családja
Két lánya született, Antonella és Camilla.

## Válogatott filmográfia
- 1953 – Régi idők mozija (Cinema d'altri tempi) – rendezőasszisztens[21]
- 1954
  - Egy nap a bíróságon (Un giorno in pretura) – rendezőasszisztens, író[21]
  - Egy amerikai Rómában (Original title –Un americano a Roma) – rendezőasszisztens, író, színész[22]
- 1956 – Az én fiam, Néró (Mio figlio Nerone) – rendezőasszisztens[18]
- 1959
  - Tolvajok (I ladri) – rendező, író[11]
  - Ragazzi del Juke-Box – rendező, író, színész[11]
- 1960 – Urlatori alla sbarra – rendező, író[11]
- 1961 – Toto, Peppino és az édes élet (Totò, Peppino e... la dolce vita)[11]
- 1962 
  - Colpo gobbo all'italiana – rendező[11]
  - I due della legione – rendező, író[23]
  - Le massaggiatrici – rendező, író[23]
- 1963
  - Egy különös pasas (Uno strano tipo) – rendező, író[23]
  - Gli imbroglioni – rendező, író[23]
- 1964
  - I maniaci – rendező, író[23]
  - I due evasi di Sing Sing – rendező, író[23]
  - 002 agenti segretissimi – rendező, író[24]
  - I due pericoli pubblici – rendező, író[24]
- 1965
  - Come inguaiammo l'esercito – rendező[24]
  - 002 operazione Luna – rendező[24]
  - I due parà – rendező, író[24]
- 1966
  - Come svaligiammo la banca d'Italia – rendező, író[24]
  - Le colt cantarono la morte e fu... tempo di massacro[25]
- 1967
  - Come rubammo la bomba atomica – rendező[25]
  - Il lungo, il corto, il gatto – rendező[25]
- 1968
  - A Vatikán hadművelet / A Szent Péter hadművelet (Die Abenteuer des Kardinal Braun) – rendező, író[26]
  - Deborah édes teste (Il dolce corpo di Deborah) – író[26]
- 1969
  - Una sull'altra – rendező, író, színész[27]
  - Beatrice Cenci – rendező, író[27]
- 1971  – Una lucertola con la pelle di donna – rendező, író[28]
- 1972
  - Nonostante le apparenze... e purchè la nazione non lo sappia... all'onorevole piacciono le donne – rendező, író[28]
  - Ne zaklasd a kiskacsát![29] (Non si sevizia un paperino) rendező, író[30]
- 1973 – Farkasvér / Fehér Agyar (Zanna Bianca) – rendező[30]
- 1974 – Fehér Agyar visszatér (Il Ritorno di Zanna Bianca) – rendező, író[30]
- 1975
  - I quattro dell'Apocalisse[31]
  - Il cav. Costante Nicosia demoniaco, ovvero: Dracula in Brianza – rendező[31]
- 1976 – La pretora – rendező[31]
- 1977 – Sette note in nero  – rendező, színész[31]
- 1978 –Ezüstnyereg (Sella d'argento) – rendező[32]
- 1979 – Zombi (Zombi 2) – rendező, színész[32]
- 1980
  - Un uomo da ridere – (televíziós minisorozat) rendező, író[32]
  - Zombik városa (Paura nella città dei morti viventi) – rendező, producer, író, színész[33]
  - Luca il contrabbandiere – rendező, író, színész[33]
- 1981
  - A fekete macska (Black Cat (Gatto nero)) – rendező, író[33]
  - A pokol hét kapuja (...E tu vivrai nel terrore – L'aldilà) – rendező, író, színész[33]
  - Quella villa accanto al cimitero  –  rendező,  író, színész[34]
- 1982
  - Lo Squartatore di New York  –  rendező,  író, színész[34]
  - Manhattan Baby –  rendező, színész[34]
- 1983 – Conquest –  rendező[34]
- 1984
  - Gyilkos rock (Murderock – uccide a passo di danza) –  rendező,  író, színész[35]
  - I guerrieri dell'anno 2072 – rendező,  író[35]
- 1986 – Il miele del diavolo – rendező,  író, színész[35]
- 1987
  - Aenigma  –  rendező,  író, színész, speciális effektusok[36]
  - Az átok (The Curse) speciális optikai effektusok felelőse, társproducer[36]
- 1988
  - Quando Alice ruppe lo specchio – rendező,  író[36]
  - Il fantasma di Sodoma – rendező,  író[36]
  - Zombie 3  –  társrendező[37][38]
- 1989
  - A horror édes háza (La dolce casa degli orrori) – rendező, író[39]
  - La casa nel tempo –  rendező,  író[40]
- 1990
  - Un gatto nel cervello – rendező,  író, színész[40]
  - Demonia / Liza –  rendező,  író, színész[40]
- 1991
  - Voci dal profondo –  rendező,  író, színész[41]
  - Le porte del silenzio  – rendező,  író[41]

## Szerepei (válogatás)
- 1952 – Totò a colori[22] –A vonaton elaludni nem tudó fiatalember (nem szerepel színészként a stáblistán)[42]
- 1954 – Egy amerikai Rómában[22] – Zenét hallgató férfi (nem szerepel színészként a stáblistán)[43]
- 1969 – Una sull'altra[27] – Grafológus (nem szerepel színészként a stáblistán)[44]
- La pretora[31] – Második benzinkutas (nem szerepel színészként a stáblistán)[45]
- 1979 – Zombi[32] – Peter hírszerkesztője (nem szerepel színészként a stáblistán)[46]
- 1980 – Luca il contrabbandiere[33] – Öreg főnök (nem szerepel színészként a stáblistán)[47]
- 1980 – Zombik városa[33] – Dr. Joe Thompson, boncorvos (nem szerepel színészként a stáblistán)[48]
- 1981
  - A fekete macska[33] – Orvos[49] (a jelenetei nem kerültek be a filmbe)[50]
  - A pokol hét kapuja[33] – Városi jegyző (nem szerepel színészként a stáblistán)[51]
  - Quella villa accanto al cimitero[33] – Muller professzor (nem szerepel színészként a stáblistán)[52]
- 1982
  - Lo squartatore di New York[34] – Rendőrfőnök[53]
  - Manhattan Baby[34] – Dr. Forrester[54]
- 1984 – Gyilkos rock[35] – Phil, az ügynök (nem szerepel színészként a stáblistán)[55]
- 1986 – Il miele del diavolo[35] – Karkötőárus (nem szerepel színészként a stáblistán)[56]
- 1987 – Aenigma[36] – Rendőrfelügyelő (nem szerepel színészként a stáblistán)[57]
- 1990
  - Un gatto nel cervello[40] – Dr. Lucio Fulcih[58]
  - Demonia / Liza[40] – Carter felügyelő (nem szerepel színészként a stáblistán)[59]
- 1994 – Voci dal profondo[41] – Boncolóorvos (nem szerepel színészként a stáblistán)[60]
- 1995 – Sick-o-pathics[41] – Lucio Fulci,[61] azaz önmagát alakítja egy reklámparódiában[62]